# Serramazzoni
Serramazzoni est une commune de la province de Modène, dans la région Émilie-Romagne, en Italie.

## Administration
| Période                                  | Période  | Identité      | Étiquette | Qualité |
| ---------------------------------------- | -------- | ------------- | --------- | ------- |
| 29 mai 2007                              | En cours | Luigi Ralenti |           |         |
| Les données manquantes sont à compléter. |          |               |           |         |

### Hameaux
Faeto, Granarolo, Ligorzano, Monfestino, Montagnana, Pazzano, Pompeano, Riccò, Rocca S. Maria, San Dalmazio, Selva, Valle, Varana.

### Communes limitrophes
Fiorano Modenese, Maranello, Marano sul Panaro, Pavullo nel Frignano, Polinago, Prignano sulla Secchia, Sassuolo.